# Ptygura melicerta
Ptygura melicerta is een raderdiertjessoort uit de familie Flosculariidae. De wetenschappelijke naam van deze soort is voor het eerst geldig gepubliceerd in 1832 door Ehrenberg.